# Clarence J. Lebel
Clarence J. Lebel ( ? — Nova Iorque, 14 de abril) foi um inventor estadunidense.
Inventou e patenteou a lâmpada fluorescente, detendo mais outras 9 patentes. Foi o primeiro presidente da Audio Instrument Company e também primeiro presidente da Audio Engineering Society.